# 洪洞天主教堂

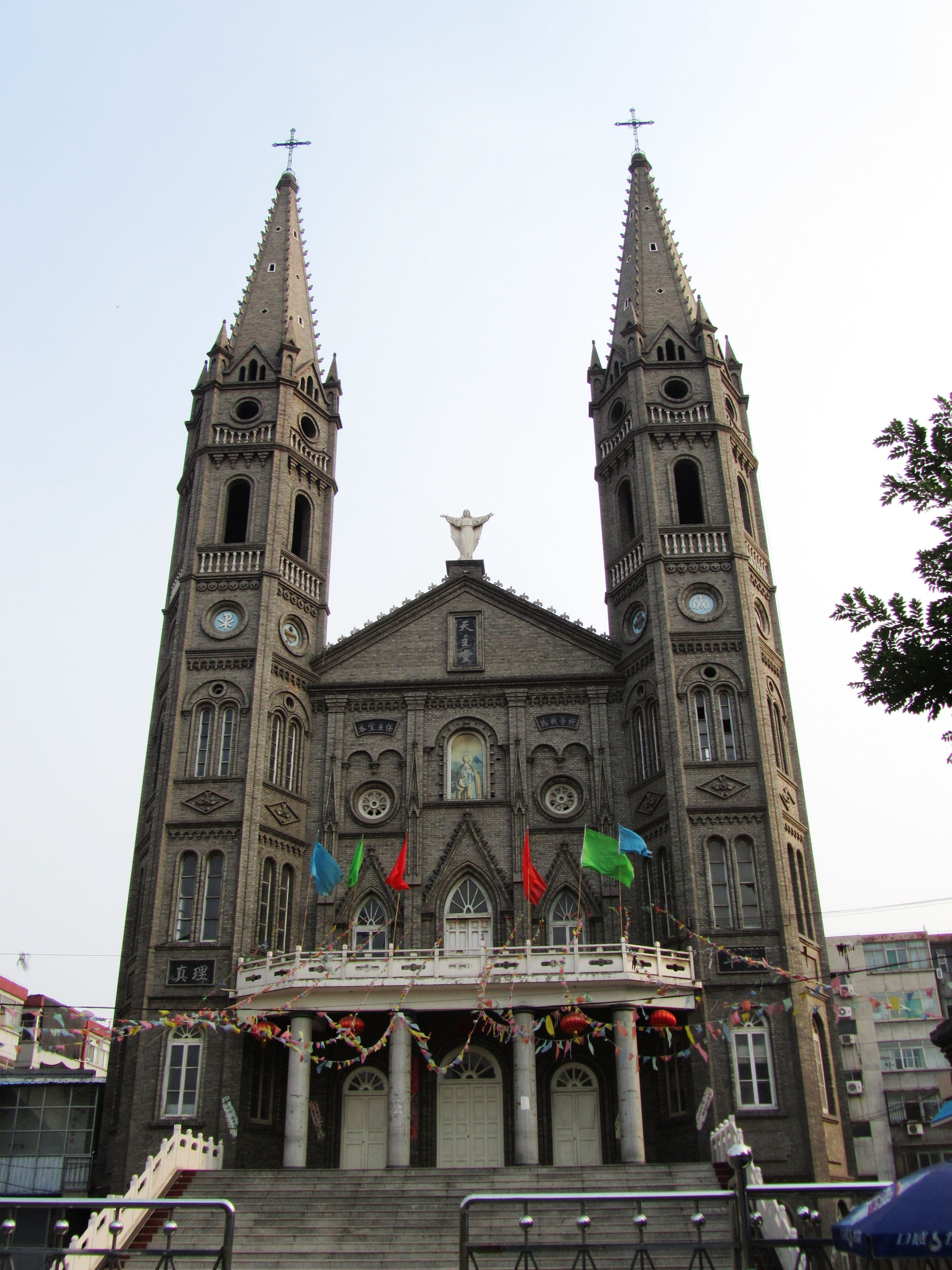
洪洞天主教堂，2011年7月

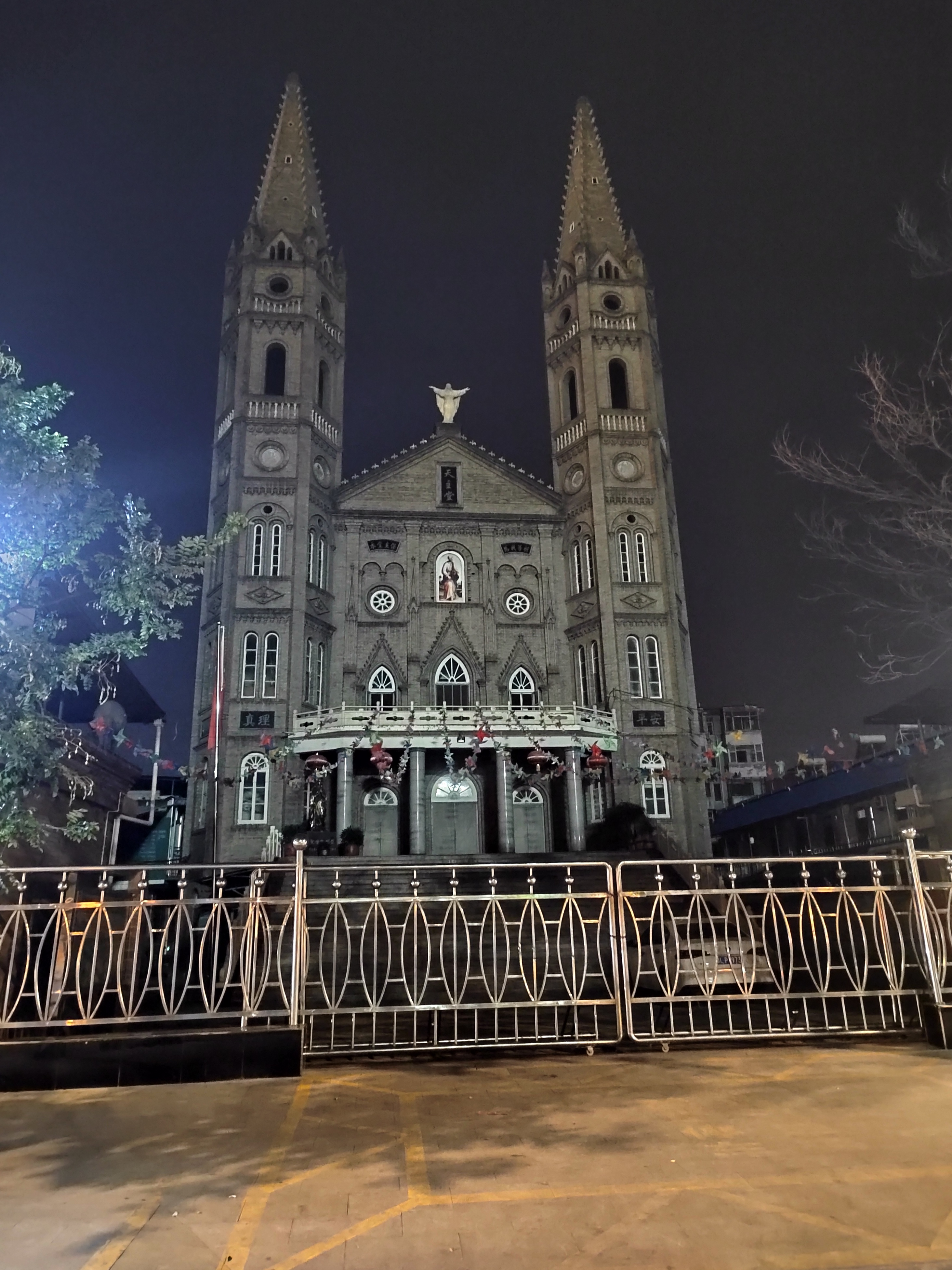
洪洞天主堂夜景

洪洞天主教堂又名东门天主堂、广场天主堂，是位于中国山西省临汾市洪洞县的一座大型天主教堂，天主教洪洞教区的主教座堂。教堂坐落在洪洞县县城大槐树镇的中心广场西南侧，庄园村壁天花园后巷，古羊路与晋家巷转角，曾于1958年被拆除，2002年左右按原样重建，建筑风格属于哥特式。

## 历史
洪洞是中国的一个天主教徒的集中分布区。1904年建造了一座哥特式风格的教堂，高大宏伟，灰砖砌筑，正面是一对高大的尖塔。内部雕饰华美。1932年，梵蒂冈教廷宣布从长治教区分设洪洞教区，由中国籍主教负责，该堂即为教区的主教座堂。1958年，洪洞被选定作为全国消灭宗教的2个试点县之一（另一个是浙江省平阳县），当地天主教面临灭顶之灾，主教座堂被拆毁。2002年依据原样重建。